# Teplitxni
Teplitxni (en rus: Тепличный) és un poble (un possiólok) de l'óblast de Saràtov, a Rússia, segons el cens del 2019 tenia 2.063 habitants. Pertany al districte municipal de Saràtov.